# Gambling Commission
Die Gambling Commission ist in Großbritannien für die Aufsicht und Regulierung von Glücksspielen zuständig. Zu den von der Gambling Commission kontrollierten Spielbereichen gehören Wetten, Casinos, Spielautomaten, Lotterien, Arcade-Spiele und Online-Glücksspiele.

## Geschichte
Die rechtliche Grundlage für die Gambling Commission wurde 2005 durch den Gambling Act geschaffen. Der Aufbau der Kommission war 2007 abgeschlossen, wobei für den Hauptsitz Birmingham als Standort gewählt wurde. Durch den Gambling (Licensing and Advertising) Act von 2014 müssen ausländische Anbieter eine Lizenz durch die Gambling Commission erhalten, um Glücksspiele in Großbritannien anbieten zu dürfen.
Die Kommission ist keine eigenständige Behörde, aber auch nicht in eine Behörde integriert. Sie hat eine eigene Geschäftsführung, ist dabei aber dem Ministerium für Digitales, Kultur, Medien und Sport unterstellt. Der von der Gambling Commission überwachte Glücksspielmarkt hat ein Volumen von etwa 14,5 Milliarden Pfund.

## Aufgaben
Ihre Hauptaufgabe ist der Spielerschutz. Dabei sind die Hauptziele die Verhinderung krimineller Vorgänge, die Sicherstellung von Fairness und Transparenz und der Schutz Minderjähriger. Die Kommission kann zur Wahrnehmung ihrer Aufgaben Strafen verhängen. Darüber hinaus geht sie gegen Geldwäsche im Bereich der Glücksspiele vor. Zur Erreichung ihrer Ziele ist ein wichtiger Bestandteil die Vergabe von Lizenzen für ausländische und inländische Anbieter.